# Marcel Vertès
Marcel Vertès (ur. 10 sierpnia 1895  w Budapeszcie, zm. 31 października 1961 w Paryżu) – francuski ilustrator, kostiumograf i scenograf filmowy i teatralny pochodzenia węgierskiego. Podwójny laureat Oscara za najlepsze kostiumy i scenografię do filmu Moulin Rouge (1952) Johna Hustona.
Z rodzinnego Budapesztu po I wojnie światowej przeniósł się do Wiednia, a następnie do Paryża i Nowego Jorku. Po wieloletniej pracy przy przedstawieniach baletowych dla Opery Paryskiej, w 1955 został oficerem francuskiej Legii Honorowej. Jego ilustracje gościły na łamach wielu czasopism, m.in. „Vogue” i „Harper’s Bazaar”.